# محادثات محور ألمانيا والاتحاد السوفيتي
في أكتوبر ونوفمبر 1940، وقعت محادثات المحور الألماني-السوفيتي حول الدخول المحتمل للاتحاد السوفيتي عضوًا رابعًا في دول المحور. تضمنت المفاوضات مؤتمرًا من يومين بين وزير الخارجية السوفيتي فياتشيسلاف مولوتوف والزعيم النازي أدولف هتلر ووزير الخارجية الألماني يواخيم فون ريبنتروب، تلى ذلك تبادل لاتفاقات مقترحة مكتوبة. لم ترد ألمانيا مطلقًا على مقترح قدمه السوفيت في 25 نوفمبر، 1940، تاركة المفاوضات دون حل. وخرقت ألمانيا اتفاق مولوتوف-ربنتروب في يونيو 1941 بغزو الاتحاد السوفيتي.

## خلفية

### اتفاقات 1939 والعدائيات السابقة
في صيف 1939، وبعد إجراء مفاوضات مع الطرفين الفرنسي-البريطاني والألماني حول اتفاقات عسكرية وسياسية محتملة، اختار الاتحاد السوفيتي ألمانيا، وهو ما أدى إلى اتفاق 19 أغسطس التجاري الألماني-السوفيتي والذي سمح بمبادلة بعض المعدات العسكرية والمدنية الألمانية في مقابل المواد الخام السوفيتية. وبعد أربعة أيام، وقع البلدان اتفاق مولوتوف-ربنتروب، الذي تضمن ميفاقات سرية تقسم دول شمال وشرق أوروبا إلى مناطق نفوذ سوفيتية وألمانية.
قبل توقيع الاتفاقات، تحدث الطرفان عن العدائيات السابقة، أخبر وزير الخارجية الألماني يواخيم ربنتروب الدبلوماسيين السوفيت أنه "لا توجد مشكلة بين البحر الأسود وبحر البلطيق لا يمكن حلها بمعرفة كلانا نحن الاثنين." أشار الدبلوماسيون من البلدين إلى القاعدة المشتركة في معاداة الرأسمالية، موضحين أن "هناك عنصر مشترك في أيديولوجية ألمانيا وإيطاليا والاتحاد السوفيتي: معارضة الديمقراطيات الرأسمالية،"" "ليس لنا أو لإيطاليا أي شيء مشترك مع الغرب الرأسمالي" و"يبدو لنا الأمر غير طبيعي أن تقف دولة اشتراكية إلى جانب الديمقراطيات الغربية."
شرح مسؤول ألماني أن عدائياتهم السابقة ضد البلشفية السوفيتية هدأت مع التغييرات في الكومنترن وتراجع السوفيت عن فكرة الثورة العالمية. وصف مسؤول سوفيتي المحادثات «بشديدة الأهمية». وفي بداية المحادثات، ناقش ربنتروب وستالين عدائياتهم السابقة في الثلاثينيات وتبادلوا النخب.
قال ربنتروب أن بريطانيا حاولت دائمًا خلق اضطراب في العلاقات السوفيتية-الألمانية وكانت ضعيفة و"أرادت أن تجعل الآخرين يقاتلون من أجل مطالبها الوقحة في السيطرة على العالم". وقال ستالين موافقًا رأي ربنتروب: "إذا سيطرت إنجلترا على العالم، فإن ذلك بسبب غباء الدول الأخرى التي سمحت لنفسها دائمًا بأن تخدع." صرح ربنتروب بأن حلف مناهضة الكونترن لم يكن موجهًا ضد الاتحاد السوفيتي، بل ضد الديمقراطيات الغربية، وأنه أخاف على نحو رئيسي مدينة لندن [أصحاب المال البريطانيين] وأصحاب المحلات البريطانيين".
قال يواخيم أيضًا أن أهل برلين كانوا ينكتون بالقول أن ستالين سينضم للتحالف المضاد للكومنترن. اقترح ستالين نخبًا على هتلر، وشرب ستالين ومولوتوف عدة مرات نخب الأمة الألمانية واتفاق مولوتوف-ربنتروب والعلاقات الألمانية السوفيتية. ربنتروب رد بنخب لستالين ولعلاقات البلدين. وبينما هم ربنتروب للذهاب، أخذه ستالين جانبًا وقال له إن الحكومة السوفيتية تأخذ الاتفاق الجديد على نحو جدي جدًا وقال له أنه «يضمن له بكلمة شرفه بأن الاتحاد السوفيتي لن يخون شريكه».

### العلاقات أثناء تقسيم بولندا
بعد أسبوع واحد من توقيع اتفاق مولوتوف-ربنتروب، بدأ تقسيم بولندا بغزو ألماني لغرب البلاد. علق الكومنترن السوفيتي كل الدعاية المناهضة للنازية والفاشية، مفسرًا بأن الحرب في أوروبا هي وضع تهاجم فيه الدول الرأسمالية بعضها البعض من أجل أهداف إمبريالية. عندما اندلعت تظاهرات مناهضة لألمانيا في براغ، تشيكوسلوفاكيا، أمر الكومنترن الحزب الشيوعي التشيكوسلوفاكي باستخدام كامل قوته لشل «العناصر الشوفينية.» وأرغمت موسكو في وقت لاحق الحزب الشيوعي الفرنسي والحزب الشيوعي لبريطانيا العظمى على تبني موقف مناهض للحرب.
بعد أسبوعين من الغزو الألماني، غزا الاتحاد السوفيتي شرق بولندا، بتنسيق مع القوات الألمانية. في 21 سبتمبر، وقَع السوفيت والألمان على اتفاق رسمي لتنسيق التحركات العسكرية في بولندا، ويشمل ذلك «قمع» المخربين. وأقيم عرض عسكري سوفيتي-ألماني في كل من لفيف وبرست. كان ستالين قد قرر في أغسطس تصفية الدولة البولندية، وفي اجتماع ألماني-سوفيتي في سبتمبر كان الحديث عن البنية المستقبلية «للإقليم البولندي.» ومع تحذير من الكومنترن لألمانيا، تصاعدت التوترات الألمانية عندما صرح الاتحاد السوفيتي في سبتمبر بأنه يجب أن يدخل بولندا «لحماية» العرقيات الأوكرانية والبلاروسية من ألمانيا، مع أن مولوتوف اعترف لاحقًا للمسؤولين الألمان بأن هذا العذر كان ضروريًا لأن السوفيت لن يجدوا سببًا آخر للغزو السوفيتي.
لم تعط ثلاث دول بلطيقية سميت في اتفاق مولوتوف-ربنتروب، وهي إستونيا ولاتفيا وليتوانيا، أي خيار سوى التوقيع على «اتفاق الدفاع والإسناد المتبادل» والذي سمح للاتحاد السوفيتي بوضع جنوده في هذه البلدان.

### التوسع في تجارة المواد الخام والمعدات العسكرية
ضغطُ هتلر من أجل اجتياح ألماني لبولندا في 1939 سبب إجهادًا شديدًا لآلة الحرب الألمانية، التي تجهزت لحرب شاملة في 1942 أو 1943. نقص المواد الخام في ألمانيا عنى أن عليها الاعتماد أكثر على الإمداد من الخارج. وقع حظر بريطاني على ألمانيا، ما جعل ألمانيا أكثر حاجة للموارد. أصبح الاتحاد السوفيتي الدولة الوحيدة القادرة على إمداد ألمانيا بالنفط والمطاط والمنجنيز والبلاتينيوم والحبوب والدهون. في هذا الوقت، زاد الطلب السوفيتي على البضائع المصنعة، مثل الآلات الألمانية؛ وذلك لأن قدرة الاتحاد السوفيتي على استيراد هذه البضائع من الخارج انخفضت بعد أن علق عدد من البلدان علاقاتها التجارية مع الاتحاد السوفيتي بسبب اتفاق مولوتوف-ربنتروب.
تبعًا لذلك، دخل الاتحاد السوفيتي وألمانيا في اتفاق تجاري في 11 فبراير 1940 وكان هذا التحالف أكبر بما يزيد عن أربع مرات مقارنة بالاتفاق الذي وقعته الدولتان في أغسطس 1939. ساعد الاتفاق التجاري ألمانيا في تجاوز الحظر البريطاني. في العام الأول، حصلت ألمانيا على مئات آلاف الأطنان من الحبوب والنفط ومواد خام حيوية أخرى، نُقلت هذه المواد عبر الأراضي السوفيتي والبولندية المحتلة. بالإضافة إلى ذلك، منح الاتحاد السوفيتي ألمانيا حق الوصول إلى طريق بحر الشمال وذلك لسفن النقل والسفن المغيرة (إلا أن سفينة إغارة واحدة، وهي المغيرة كومت، استخدمت الطريق قبل يونيو 1941)، ما دفع بريطانيا إلى حماية طرقها البحرية في كل من المحيطين الأطلنطي والهادئ.

## تدهور العلاقات في منتصف 1940

### فنلندا والبلطيق ورومانيا
في نوفمبر 1939، غزا الاتحاد السوفيتي فنلندا، نتج عن ذلك خسائر قاسية وعقد اتفاق سلام مرحلي في مارس 1940 منح الاتحاد السوفيتي إقليم كاريليا الشرقي (10% من مساحة فنلندا). في منتصف يونيو 1940، عندما كان الرأي العام الدولي يركز على الغزو الألماني لفرنسا، قامت القوات السوفيتية بغزو ليتوانيا وإستونيا ولاتفيا، واضعة حكومات موالية للسوفيت، طلبت هذه الحكومات إلحاق بلدانها بالاتحاد السوفيتي. في يونيو، أصدر السوفيت إنذارًا لرومانيا مطالبين ببيسارابيا وبوكوفينا وإقليم هيرتزا، بعد أن اتفق السوفيت والألمان على أنهم سيحدون سيطرتهم في بوكوفينا إلى شمالها فقط، حثت ألمانيا رومانيا على قبول الإنذار السوفيتي. بعد الإنذار السوفيتي بيومين، أذعن الرمانيون للمطالب السوفيتية ودخل الجنود السوفيت المنطقة.
الغزو السوفيتي لفنلندا، والذي اتُفق عليه سرًا ضمن اتفاق مولوتوف-ربنتروب، خلق مشاكل داخلية لهتلر. لم يعلم الشعب الألماني بالبروتوكولات السرية التي تقسم مناطق النفوذ. عارض العديد من الألمان الغزو السوفيتي لشعوب الشمال الصديقة، وكانت فنلندا تحتفظ بعلاقات وثيقة بألمانيا. كان على هتلر صرف المعارضة لسياسات ألمانيا المؤيدة للسوفيت، تلك المعارضة التي أثارها نصراء الحزب النازي نفسه. أصبح دعم الغزو السوفيتي أحد أصعب الأبعاد الإيديولوجية في العلاقات الألمانية السوفيتية.
وضعت البروتوكولات السرية هتلر في موقف حرج حيث كان عليه إخلاء العائلات الألمانية الإثنية، وهم ألمان عاشوا في فنلندا ودول البلطيق لقرون، في الوقت الذي كان عليه أيضًا الموافقة على الغزو. فيما أرسلت دول البلطيق الثلاث، التي لم تعلم بالبروتوكولات السرية، رسائل احتجاج على الغزو السوفيتي إلى برلين، ردها ربنتروب. في أغسطس، أخبر مولتوف الألمان أنه مع تغيير الحكومات يمكنهم إغلاق قنصلياتهم في دول البلطيق بحلول 1 سبتمبر. ضم السوفيت للمناطق الرومانية سبب المزيد من التوتر. فبينما منحت ألمانيا الاتحاد السوفيتي بيسارابيا ضمن البرتوكولات السرية، لم تمنحه بوكوفينا. أرادت ألمانيا 100,000 طن من الحبوب تعاقدت عليها سابقًا مع بيسارابيا، وأرادت أيضًا ضمانات بحماية الممتلكات الألمانية وحماية 125,000 ألماني الأصل يعيشون في بيسارابيا وبوكوفينا، وضمانات بترك عربات القطارات التي تحمل النفط الروماني.

### زيادة حاجة ألمانيا للمواد الخام
في صيف 1940، زاد اعتماد ألمانيا على الواردات السوفيتية. فقد خلق الغزو الألماني لفرنسا وهولندا وبلجيكا مزيدًا من الطلب على المواد الخام وقلل السبل غير المباشرة لتوفيرها. بالمقارنة بأرقام 1938، أصبحت ألمانيا الكبرى الموسعة ومنطقة نفوذها في حاجة إلى 500,000 طن من المنجنيز و3.3 ملايين طن من الفوسفات الخام و200,000 طن من المطاط و9.5 مليون طن من النفط، بالإضافة إلى مواد أخرى. في هذا الوقت، أدى غزو البلطيق إلى احتلال سوفيتي لدول كانت ألمانيا تعتمد عليها في توفير واردات بقيمة 96.7 مليون مارك من هذه البلدان في 1938، وذلك وفق شروط اقتصادية ابتزازية لصالح ألمانيا، أصبح على ألمانيا الآن الدفع بالأسعار السوفيتية. بدا غزو الاتحاد السوفيتي الطريقة الوحيدة التي رأى هتلر أنها ستحل أزمة الموارد الألمانية. بينما لم توضع أي خطط للغزو بعد، أخبر هتلر أحد جنرالاته في يونيو أن الانتصارات في أوروبا الغربية «حررت يداه أخيرًا من أجل المهمة الحقيقية: المعركة مع البلشفية»، إلا أن الجنرالات الألمان أخبروا هتلر أن غزو الغرب الروسي سيخلق «نزيفًا أكثر منه إنقاذًا لوضع ألمانيا الاقتصادي.»

### تعليق توريد المواد الخام السوفيتية إلى ألمانيا
في أغسطس 1940، علق الاتحاد السوفيتي لوقت قصير تسليماته إلى ألمانيا وفق الاتفاق التجاري الموقع بينهما وذلك في أعقاب تدهور العلاقات بعد خلافهما حول السياسة في رومانيا والحرب السوفيتية على فنلندا وتأخر ألمانيا في تسليم بضائعها إلى الاتحاد السوفيتي وفق الاتفاق وكذلك قلق ستالين من أن حرب هتلر في الغرب قد تنتهي سريعًا بعد أن وقعت فرنسا اتفاق هدنة مع ألمانيا. خلق تعليق الواردات مشكلة موارد لألمانيا.
بحلول نهاية أغسطس، تحسنت العلاقات بعد أن قام البلدان بإعادة ترسيم الحدود المجرية والرومانية وسوى البلدان بعض المطالب المجرية وبعد أن اقتنع ستالين بأن ألمانيا ستواجه حربًا طويلة في الغرب لتحسن أداء بريطانيا في معركتها الجوية مع ألمانيا وتنفيذ الاتفاق المعقود بين الولايات المتحدة وبريطانيا والقاضي بمقايضة المدمرات والقواعد.
مع ذلك، وفي أواخر أغسطس، ضمت ألمانيا جزءًا من رومانيا هذه المرة، مستهدفة حقول النفط. رفع هذا التحرك التوتر مع السوفيت، الذين ردوا على ذلك بالقول بأنه كان على ألمانيا استشارة الاتحاد السوفيتي حول هذا الموضوع وفق المادة الثالثة من اتفاق مولوتوف-ربنترروب.

## اتفاق المحور
قبل الدخول في تحالف مع إيطاليا واليابان، ناقش المسئولون الألمان إمكانية إدخال الاتحاد السوفيتي عضوًا رابعًا في التحالف؛ وذلك بهدف توجيه الاهتمام السوفيتي ناحية الجنوب، إلى المحيط الهندي والخليج العربي، وكلاهما كان تحت السيطرة البريطانية في ذلك الوقت. وأشار المسئولون الألمان إلى أنهم على استعداد لإعطاء الاتحاد السوفيتي حرية العمل شرق الدردنيل.
قبل توقيع الاتفاق، أخبرت ألمانيا مولوتوف بأنها ستدخل التحالف، ومع أنه لم يُنص على ذلك صراحة، كان التحالف موجهًا ضد «دعاة الحرب الأمريكيين» بالإشارة إلى حماقة الحرب ضد ثلاث قوى عظمى متحالفة ضدهم. وكانت موسكو تعلم مسبقًا ببنود التحالف المقترح عبر مصادرها المخابراتية في اليابان.
في 27 سبتمبر 1940، وقعت ألمانيا واليابان وإيطاليا الاتفاق الثلاثي، والذي قسم العالم إلى مناطق نفوذ وكان موجهًا ضمنيًا ضد الولايات المتحدة. احتوى الاتفاق مادة صريحة (المادة الخامسة) تصرح بأن الاتفاق لا يرتبط بالعلاقات مع الاتحاد السوفيتي. كان مولوتوف قلقًا من أن يكون الاتفاق متضمنًا مادة سرية حول الاتحاد السوفيتي، وحاول الحصول على معلومات حول هذا الأمر من توجو، السفير الياباني لدى موسكو.
في رحلة للوطن، صرح الملحق العسكري الألماني لدى موسكو إرنست كوسترنج في 31 أكتوبر بالقول «يتزايد الانطباع عندي بأن الروس يريدون تفادي أي نزاع معنا.»
في هذه الأثناء، من أغسطس إلى أكتوبر، شنت ألمانيا حملة جوية ضخمة ضد بريطانيا للتحضير لعملية أسد البحر، عملية غزو بريطانيا.

## الحرب أو تحالف من مستوى أعلى
خلال صيف 1940، كان هتلر مترددًا بين خطط مهاجمة الاتحاد السوفيتي، أو عرض صفقة عليهم مثل اتفاق مولوتوف-ربنتروب، صفقة تتعلق بالجنوب هذه المرة، حيث سيحظى السوفيت بموانئ على الجانب الغربي فقط من البحر الأسود، أو سيحصلون على البسفور إذا كان لألمانيا دولة ثالثة صديقة لها وصول لهذا المورد، مثل بلغاريا.
كان السفير الألماني لدى موسكو، فريدريك فون دير شولنبرج يفكر في تحالف رباعي القوى منذ سقوط فرنسا في يونيو. وبعد أن علم سرًا بخطط هتلر لغزو سوفيتي محتمل، وهو غزو عارضه، بدأ فون شولنبرج وآخرون محاولة إقناع هتلر ومن معه بتوسيع اتفاقهم مع السوفيت طالما بقت مطالب روسيا حتى مناطق تركيا وإيران. حتى في تقاريره، أخفى دير شولنبرج شكوك السوفيت في نية ألمانيا الحسنة بعد ضم أجزاء من رومانيا.
وضع كوسترنج وفون شولنبرج وآخرون مذكرة توضح مخاطر الغزو الألماني للاتحاد السوفيتي، بما في ذلك الأسباب التي تجعل أوكرانيا وروسيا البيضاء ودول البلطيق عبئًا إضافيًا على ألمانيا. رأى أمين مكتب الخارجية الألمانية إرنست فون فيزكر أن السوفيت في حالتهم البيروقراطية الحالية يعدون غير ذوي ضرر، والاحتلال لن يجلب لألمانيا أي نفع.

## مخاطبات ستالين-ربنتروب في أكتوبر
في أكتوبر 1940، طلب ستالين أن يُسمح لمولوتوف بمناقشة علاقات البلدين المستقبلية مع هتلر. ورد ربنتروب على ستالين في رسالة جاء فيها «من رأي الفوهرر..يبدو أنها مهمة تاريخية للقوى الأربع -- الاتحاد السوفيتي، وإيطاليا، واليابان، وألمانيا -- أن يتبنوا سياسة واسعة المدى ويوجهوا التطوير المستقبلي لشعوبهم في القنوات السليمة عبر وضع حدود مصالحهم على نطاق عالمي.»
تأخر تسليم رسالة ربنتروب إلى ستالين، ما أدى إلى ظهور أفكار لا تبدو «طازجة» بعد تقارير صحفية سابقة، وهو ما دفع ربنتروب إلى إظهار غضبه في وجه أفراد السفارة الألمانية في موسكو. وعندما سلم فون شولنبرج الرسالة، صرح بأن مؤتمر برلين سيكون مؤتمرًا تمهيديًا يعقبه اجتماع للقوى الأربع.
بدا ستالين سعيدًا بالدعوة إلى المحادثات في برلين. وكتب إلى ربنتروب رسالة عن الدخول في اتفاق يتعلق بقواعد دائمة لمصالحهم المتبادلة.
في 6 نوفمبر، كتب كوسترنج «إذ أن جورنج وضع تسليماتنا العسكرية في توازن مع التسليمات الروسية، يمكن للمرء أن يأمل في أن تنتهي المفاوضات بسلام وصداقة.» في أول أسبوعين من نوفمبر، حظي المفاوضون الاقتصاديون السوفيت والألمان بنجاحات معتدلة في مفاوضاتهم في موسكو. كان لدى المفاوضين الاقتصاديين العسكريين الألمان أمل في نجاح المفاوضات، وذلك يعود جزئيًا إلى أنهم شعروا بأن ذلك سيقوي حجتهم ضد سياسة هتلر التي أصبحت معادية للسوفيت على نحو متزايد.
في 1 نوفمبر، تقابل رئيس هيئة أركان الجيش فرانز هالدر مع هتلر وكتب، «يأمل الفوهرر في أن باستطاعته جلب روسيا إلى جبهة معادية للبريطانيين.» بعد فوز فرانكلين دي. روزفيلت في الانتخابات الرئاسية الأمريكية عقب أربعة أيام من تعهده بعدم دخول حروب خارجية إذا انتخب رئيسًا، علق جوبلز «بعد تصريحه، سيكون من الصعب على روزفلت الدخول في حرب على نحو نشط.» وفي مقابلة مع بينيتو موسوليني، شرح ربنتروب وجهة النظر الألمانية في الاجتماعات الألمانية السوفيتية، إذ قال أن الاختبار سيكون موقف السوفيت من البلقان. لأن البلقان والبسفور يعدان موضعًا محتملًا «لتضارب خطر للمصالح»، إذا تراجع السوفيت عن مطالبهم في هذه المناطق، سيكون ذلك بديلًا سلميًا وحتى مفضلًا على الغزو.
كشف هتلر لموسوليني أنه لا يتوقع تلبية مطالب سوفيتية تتخطى إرغام تركيا على تقديم بعض الضمانات حول البسفور. وأنه لا يريد أيضًا أن يحصل ستالين على نقطة وصول رومانية إلى البسفور، قائلًا «طائر روماني واحد في اليد أفضل من اثنين روسيين على الشجرة.» وصرح هتلر أيضًا بأنه يتشكك في الوضع لأنه آمن بأن ستالين كان مهووسًا بالدانوب وبلغاريا. كانت ألمانيا تعلم أن السوفيت حاولوا توسيع ضماناتهم إلى بلغاريا ليصبحوا حلفاءها وأن بلغاريا رفضت عرضهم.

## أسفار مولوتوف إلى برلين

### 12 نوفمبر

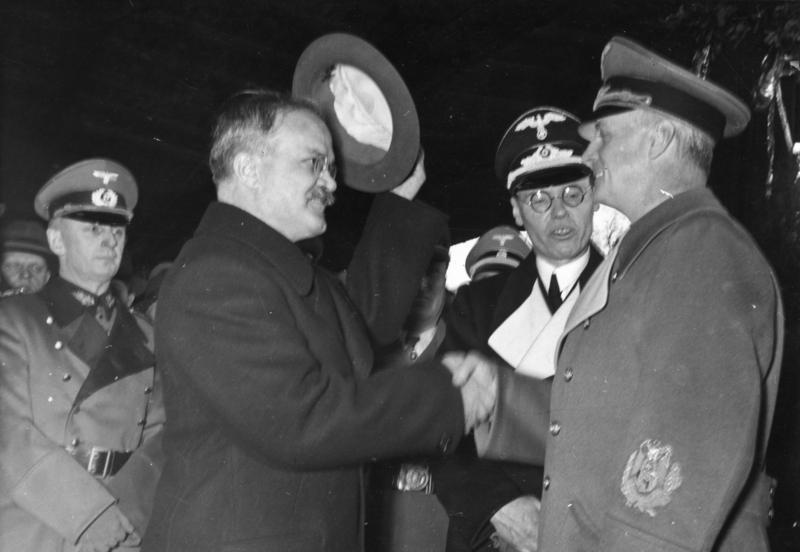
يواخيم ربنتروب مرحبًا بفياتشيسلاف مولوتوف في برلين، 12 نوفمبر 1940.

أرسل ستالين مولوتوف إلى برلين للتفاوض حول شروط انضمام الاتحاد السوفيتي إلى دول المحور. قضى مولوتوف معظم وقت رحلته إلى برلين باحثًا عن أجهزة تنصت في عربة القطار التي كان فيها. ووصل إلى برلين في 11:05 صباحًا في 12 نوفمبر. استُبعد فون شولنبرج، مهندس هذا اللقاء، من الاجتماعات. استقبل ربنتروب مولوتوف في محطة القطار التي تزينت بالأعلام السوفيتية والنازية فوق سلة كبيرة من الزهور، وكانت هناك فرقة موسيقية تعزف نشيد الأممية لأول مرة منذ 1933. وبعد إفطار سريع، بدأت المحادثات هذا اليوم في فندق شلوس بيلفيو. بعد تفكك الاتحاد السوفيتي، نشرت صحيفة في موسكو مراسلات تكشف أن ستالين كان يشرف عن قرب على محادثات مولوتوف عبر برقيات، لكن بعض هذه البرقيات لا تزال غير منشورة.
في بداية المحادثات، قال ربنتروب أن «إنجلترا قد ضربت وإنها مسألة وقت فقط حتى تعترف بهزيمتها.... بداية النهاية للإمبراطورية البريطانية قد حلت.» وصرح أيضًا أن دخول الولايات المتحدة الحرب لن يكون له أي عواقب على ألمانيا. ألمانيا وإيطاليا لن تسمحا مجددًا للأنجلو ساكسونيين بأن ينزلوا إلى القارة الأوروبية... ليس هناك أي مشكلة عسكرية على الإطلاق... وبناءً عليه، لا تبحث قوى دول المحور كيفية الفوز بالحرب، لكنها تبحث كيف يمكن إنهاء الحرب التي فازوا فيها بالفعل بسرعة. وأضاف ربنتروب أن ألمانيا والاتحاد السوفيتي قد قاما معًا بأعمال جيدة.
وتبعًا لذلك، قال ربنتروب أنه قد حان الوقت للقوى الأربعة (ألمانيا والاتحاد السوفيتي وإيطاليا واليابان) لأن يحددوا «مجالات اهتماماتهم». وصرح بأن هتلر وصل إلى استنتاج مفاده أن البلدان الأربع ستتوسع طبيعيًا نحو الجنوب. قال ربنتروب أنه يتساءل حول ما إذا كان السوفيت سيتحولون إلى الجنوب نحو البحر، وعندما سأل مولوتوف «أي بحر؟»، أجاب ربنتروب بالقول «على المدى الطويل، يمكن أن يكون بحر العرب والخليج العربي أكثر مناطق الوصول إلى البحر فائدة لروسيا».
وفيما يتعلق بتقسيم العالم إلى أربع مناطق نفوذ، صرح مولوتوف بأن هذه الفكرة الجديدة مثيرة جدًا للاهتمام وجديرة بنقاش في موسكو بمشاركة ربنتروب. أصبح ستالين منزعجًا بسبب برقية أرسلها له مولوتوف جاء فيها أن اتفاق مولوتوف-ربنتروب أصبح مستنفذًا باستثناء القضية الفنلندية، إذ قال ستالين أن أي اتفاقات مستقبلية يجب أن تضاف إلى اتفاق مولوتوف-ربنتروب لأن هذا الاتفاق هو قاعدة أساسية للعلاقات السوفيتية الألمانية.

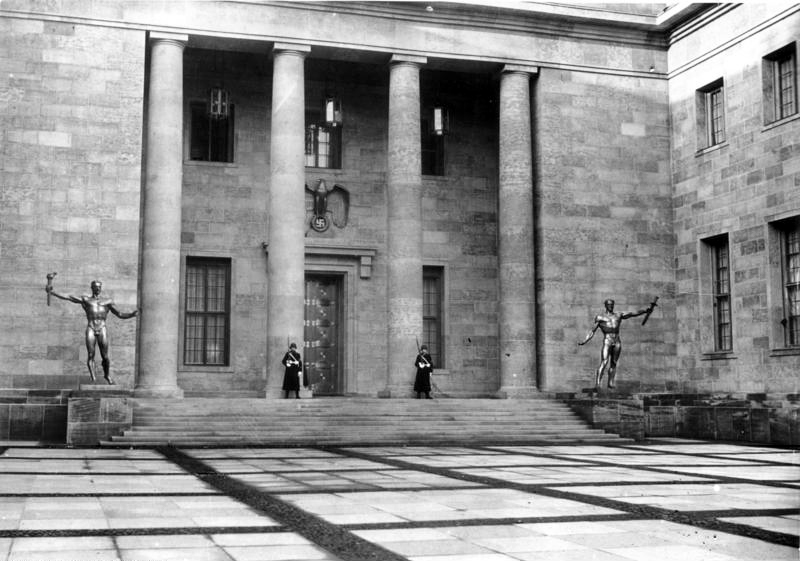
مستشارية الرايخ الجديدة

في الظهيرة، زار مولوتوف هتلر في مستشارية الرايخ. تحدث هتلر عن تسديد «الضربة القاضية لإنجلترا.» وقال «أنه حان الوقت للتفكير في تقسيم العالم بعد انتصارنا.» وفيما يتعلق «بمشكلة أمريكا» صرح بأنها «لا يمكن أن تعرض حرية أمم أخرى للخطر قبل 1970 أو 1980». واتفق هو ومولوتوف بأن الولايات المتحدة ليس لها عمل في أوروبا أو إفريقيا أو آسيا. وصرح هتلر بأنه لا يوجد اختلاف أساسي بين البلدين في سعيهما إلى «الوصول إلى المحيط.» عبر مولوتوف عن اتفاقه مع هتلر حول دور الولايات المتحدة وبريطانيا والمشاركة السوفيتية في تحالف دول المحور مبدئيًا لكن بشرط أن يتمكن السوفيت من المشاركة بصفة نشطة. في ذات اليوم، أخرت ألمانيا خطتها لغزو بريطانيا بسبب إخفاقاتها في الحملة الجوية على هذا البلد.
اتفق مولوتوف مع هتلر حول أنه لا توجد مشكلات بين البلدين، إلا حول فنلندا. عندما عاد مولوتوف إلى فندقه، صرح بأنه كان «مرتاحًا للطف هتلر.» وفي برقية إلى مولوتوف هذا المساء، أصر ستالين على أن أمن الاتحاد السوفيتي لا يمكن ضمانه «إلا بتأمين الهدوء في منطقة المضائق»، مشيرًا إلى مضائق البسفور لكونها مدخلًا إلى البحر الأسود. وكان هذا متصلًا بالاتفاق السوفيتي البلغاري الذي وضع ممرات للجنود السوفيت «للدفاع عن مدخل البحر الأسود.» أضاف ستالين أن هذه المسألة لا زالت تحمل أهمية حالية ولا تتحمل أي تأجيل.

### 13 نوفمبر
استكمل هتلر ومولوتوف نقاشهما في الصباح التالي. طالب مولوتوف بمعرفة سبب احتلال الجنود الألمان فنلندا، رد هتلر بالقول بأن جنوده كانوا مسافرين عبر فنلندا إلى النرويج وتساءل حول ما إذا كان السوفيت سيذهبون إلى الحرب بسبب فنلندا. بينما وافق هتلر على أن فنلندا تقع ضمن منطقة النفوذ السوفيتية، أكد أيضًا على أن لألمانيا مصلحة حربية مشروعة في فنلندا بسبب مواردها من النيكل والخشب وأشار إلى أن أي نزاع جديد في البلطيق سيؤدي إلى تدهور شديد في العلاقات. استنتج مولوتوف أنه لا فائدة من استمرار المحادثات حول فنلندا وصرح بأنه لا يرى أمارات لأي استئناف للنزاع السوفيتي الفنلندي.
عبر مولوتوف عن اهتمام ستالين بمراجعة موقف البسفور، وضغط من أجل ضمان لبلغاريا، على الأقل مبدئيًا. لاحظ مولوتوف لاحقًا أن هتلر أصبح مستثارًا على نحو ملحوظ عندما طلب إلغاء الضمانات المتعلقة برومانيا. نقل مولوتوف رغبة ستالين في منح ضمانة للبلغاريا مشابهة لما منحت إيطاليا وألمانيا لرومانيا. أشار هتلر أن السوفيت دخلوا بوكوفينا الرومانية وهو ما يتجاوز اتفاق مولوتوف-ربنتروب. صرح هتلر بأن الأطراف ذات الصلة قد اتفقت شفهيًا في السابق على أن تصبح المناطق النمساوية السابقة، مثل دول البلطيق التي كانت ضمن الإمبراطورية المجرية النمساوية، واقعة في مناطق النفوذ الألماني. وأشار هتلر إلى أن أحد الأهداف الرئيسية لاتفاق مولوتوف-ربنتروب كان استعادة الإمبراطوريات القديمة لكلا البلدين. ستالين، الآمل حتى اللحظة في الحصول على مسودة اتفاق، كان يراقب المحادثات عبر البرقيات وأرسل برقية إلى مولوتوف لتذكير هتلر بأهمية تأمين البسفور، شارحًا أحداث حرب القرم. صرح هتلر بأنه لا يستطيع اتخاذ قرار فيما يخص بلغاريا دون التحدث أولًا مع الزعيم الإيطالي بينتو موسوليني.
غير هتلر موضوع الحديث ليحوله إلى الفرص الكبيرة المتاحة بعد غزو إنجلترا. فأخبر مولوتوف:
أخبر مولوتوف هتلر أنه «حان الوقت الآن لمناقشة اتفاق أوسع بين الاتحاد السوفيتي وألمانيا»، لكن أولًا يرغب السوفيت في معرفة المعنى الدقيق «للنظام الجديد في أوروبا» فيما يتعلق بالبلدان المشاركة والأفكار الأساسية لهذا الحلف. وكان من المخطط أن يلتقي مولوتوف بربنتروب بعيد ظهر اليوم.
في برقية أرسلها مولوتوف إلى ستالين حول اللقاء مع هتلر، أشار مولوتوف إلى «اهتمام هتلر البالغ بالتوصل إلى اتفاق وتعزيز علاقات الصداقة مع الاتحاد السوفيتي على أساس فكرة مناطق النفوذ.» أشار مولوتوف أيضًا إلى أن كلًا من هتلر وربنتروب لم يحققا النتيجة المرجوة، إذ بقت مسألتي تركيا والبلقان دون حل.
بسبب القصف الجوي البريطاني، أجرى مولوتوف وربنتروب حديثهما ليلًا في ملجأ غارات جوية. كرر ربنتروب أن الهدف الرئيسي كان تحديد مصالح القوى الأربع والتوصل إلى اتفاق حول قضايا تركيا والبسفور. اقترح ربنتروب عدة خطوات متوازية يجب على الأطراف اتخاذها، منها أن يناقش مولوتوف ستالين النقاط التي أثيرت في برلين بينما يقوم ربنتروب بالأمر ذاته مع اليابان. وعلى ألمانيا وإيطاليا والاتحاد السوفيتي أن يرغموا تركيا على الإذعان للمطالب السوفيتية المتعلقة بالبسفور. وبعد ذلك، يتفاوض الأطراف ويضعوا مسودات وثائق سرية واضعين في اعتبارهم أن الاتفاق النهائي سيكون دخول الاتحاد السوفيتي إلى تحالف المحور. ما لم يعلمه مولوتوف هو أن هتلر أصدر هذه الليلة «التوجيه رقم 18» السري، موجهًا قواته بالاستعداد للحرب في الشرق «بغض النظر عن نتائج هذه المحادثات.»

### مسودة الاتفاق الألمانية المقترحة
في ملجأ الغارات الجوية، قدم ربنتروب لمولوتوف مسودة اتفاق من جزأين. الجزء الأول هو الاتفاق الذي سينشر للعموم، والجزء الثاني هو الاتفاق السري. تضمن الجزء العلني اتفاقًا لفترة عشر سنوات تحترم فيها الأطراف الموقعة مناطق النفوذ الطبيعية للأطراف الأخرى، فيما تؤكد ألمانيا وإيطاليا واليابان على اعترافهم بالحدود السوفيتية الحالية.
مسودة الاتفاق السري تضمنت تعهد الأطراف الموقعة بعدم المشاركة في أي حلف ضد الدول الموقعة وأيضًا مساعدة بعضهم البعض في المسائل الاقتصادية. احتوى الاتفاق السري أيضًا بروتوكولًا يحدد أهداف الأراضي للموقعين الأربعة، حيث حددت ألمانيا مطالبها في إفريقيا الوسطى، وإيطاليا في شمال وشمال شرق إفريقيا، واليابان في جنوب شرق آسيا والمنطقة السوفيتية في جنوب وسط أراضي الاتحاد السوفيتي وفي اتجاه المحيط الهندي." البروتوكول السري الثاني نص على أن تقوم ألمانيا وإيطاليا والاتحاد السوفيتي "بتحرير" تركيا من التزاماتها الدولية تجاه بريطانيا ضمانًا لحدودها.
صرح مولوتوف بأن الاتحاد السوفيتي كان مهتمًا بمسائل أوروبية متعددة، مثل تركيا وبلغاريا وأيضًا بمصير المجر ورومانيا ويوغوسلافيا واليونان. بالإضافة إلى ذلك، كان السوفيت مهتمين بمسألة حياد السويد والحصول على ممر إلى ما وراء بحر البلطيق. وقد تساءل مولوتوف ساخرًا عن سبب حديثهم في ملجأ غارات جوية إذا كان مصير إنجلترا محسومًا.

### ردود الفعل على رحلة مولوتوف
أصابت الأخبار التي تتحدث عن محادثات مولوتوف في برلين وسائل الإعلام العالمية بالدهشة، مع محاولة الصحافة البريطانية معرفة ما إذا كان السوفيت يحضرون للدخول في حلف المحور. عندما عاد مولوتوف صرح بأن اللقاء لم ينتج عنه «أي شيء يتباهى به»، وأضاف أن زيارة ربنتروب المتوقعة إلى موسكو لم تعد موضع نظر ومسودة الاتفاق الألمانية المقترحة أدت إلى مقاربة هادئة، بدلًا من أن تكون كارثية، لمواصلة المفاوضات عبر «القنوات الدبلوماسية».
توقعت «الكتلة القارية» في حاشية ربنتروب أن ستالين سيرضخ في النهاية بسبب ضعف الجيش الأحمر. علق فايزكر بالقول «يمكننا الاستمرار لمدة طويلة» و«الحرب مع روسيا مستحيلة طالما نحن مشغولون مع إنجلترا، وبعد ذلك ستصبح الحرب غير ضرورية.» في 14 نوفمبر أعاد كوسترنج التصريح بقناعته أن الاتحاد السوفيتي ليس لديه خطط عدائية بل على العكس: «زيارة مولوتوف (إلى برلين) بالنسبة لي هي فقط دليل آخر على فكرة لطالما اعتقدت بها، وهي أن الاتحاد السوفيتي يريد السلام معنا، إذ أنه (الاتحاد السوفيتي) لا يمكن أن يتوقع أي فائدة للنزاع معنا... العامل الحاسم في استحضار رغبة الاتحاد السوفيتي في السلام كان وما زال إظهار القوة من جانب جيشنا.»

## الضغط البلغاري ومفاجأة
كان هتلر قد أصدر بالفعل توجيهًا سريًا حول المحاولات النهائية لغزو الاتحاد السوفيتي. لكن مع ذلك، لم يفقد الأمل إذ تحدث عن «تحالف عالمي يمتد من يوكوهاما إلى إسبانيا»، لكنه قرر أيضًا عدم التخلي عن البلقان.
في هذه الأثناء، استدعى السوفيت السفير البلغاري لوزارة الخارجية وأخبروه أن السوفيت يحتاجون إلى اتفاق مع البلغار قبل أن ينضم هؤلاء إلى المحور وأن ألمانيا تحاول جعل بلغاريا دولة عميلة. رفض البلغاريون هذا العرض وسربوا مفاده إلى ألمانيا. في ذلك الوقت كان لدى هتلر أمل في إقناع ستالين بعدم إعطاء ضمانات لبلغاريا إذا استطاعوا حل قضية البسفور وضغط على السفير البلغاري محاولًا إقناعه بأن السوفيت يمكن صرفهم عن المقاومة إذا انضم البلغاريون إلى المحور محذرًا من عواقب الاحتلال السوفيتي لبلغاريا.
أقدم السوفيت في هذه الأثناء على مفاجأة كبيرة. ففي زيارة لم يُعلن عنها إلى صوفيا في 25 نوفمبر، أخبر السوفيت رئيس الوزراء البلغاري أنه إذا وفرت بلغاريا نقاط وصول للجنود السوفيت، فإن السوفيت سيكونوا مستعدين للتخلي عن اعتراضاتهم على دخول بلغاريا إلى تحالف المحور، وكذلك، وهو الأكثر مدعاة للعجب، قال السوفيت أنه لن تكون هناك مشكلة، مصرحين أن هذا سيقود «على أكثر الاحتمالات وفي غالب الأمر» إلى دخول السوفيت أنفسهم إلى المحور. أجاب رئيس الوزراء البلغاري المتفاجئ من هذا التحرك بالقول بأن الأمر يحتاج المزيد من التفكر. عندئذ توصل المفاوضون السوفيت إلى أن الحكومة البلغارية ملتزمة تجاه ألمانيا إلى أبعد مدى.

## مقترح الاتفاق السوفيتي المقابل
أخبر ستالين رئيس منظمة الكومنترن جيورجي ديمتروف، وهو بلغاري، أنه بينما تريد ألمانيا إيطاليا في البلقان، فهي في نهاية المطاف ليس أمامها سوى الاعتراف بأن السوفيت لهم مصلحة في الحفاظ على نقطة وصول إلى البحر الأسود وضمان أن البسفور لن يستخدم ضدهم.
وجه ستالين أوامره لمولوتوف بصياغة مسودة لاتفاق جديد ذي مجال أوسع، متضمنًا تقسيم أوروبا وآسيا وإفريقيا بين القوى الأربع. في 25 نوفمبر، وهو اليوم نفسه الذي أعلن فيه السوفيت عدم معارضتهم دخول بلغاريا المحور ودخولهم هم أنفسهم إليه، قدم السوفيت عرضًا مقابلًا لمسودة ربنتروب. نصت المسودة في بدايتها على التالي «الحكومة السوفيتية مستعدة لقبول مسودة اتفاق القوى الأربع حول الإسناد السياسي والتعاون الاقتصادي المتبادل.» وبدلًا من بروتكولين سريين، اقترح ستالين خمسة:
1. على الجنود الألمان مغادرة فنلندا في مقابل ضمان سوفيتي بتوريدات مستمرة للأخشاب والنيكل والسلام مع فنلندا.
2. عقد اتفاق تعاون مشترك مع بلغاريا في الشهور القليلة التالية يسمح بإقامة قواعد سوفيتية.
3. سيكون مركز الهيمنة السوفيتية في جنوب باكو وباتومي (وهي أجزاء من جورجيا وأذربيجان المعاصرة، وتقع جنوبها العراق وإيران).
4. تخلي اليابان عن حقوقها في فحم ونفط شمال سخالين في مقابل تعويضات مناسبة.
5. تأكيد على أن اتفاق التعاون المشترك السوفيتي-البلغاري هو ضرورة سياسية.[80]

قُدم العرض متزامنًا مع عروض اقتصادية كبيرة لصالح ألمانيا. إذ وعد السوفيت بتسليم 2.5 مليون طن من الحبوب بحلول 11 مايو 1941، وهو ما يزيد مليون طن على التزاماتهم الحالية. ووعدوا أيضًا بتعويضات كاملة على الممتلكات الألمانية.

## التفاعل الألماني مع المقترح السوفيتي

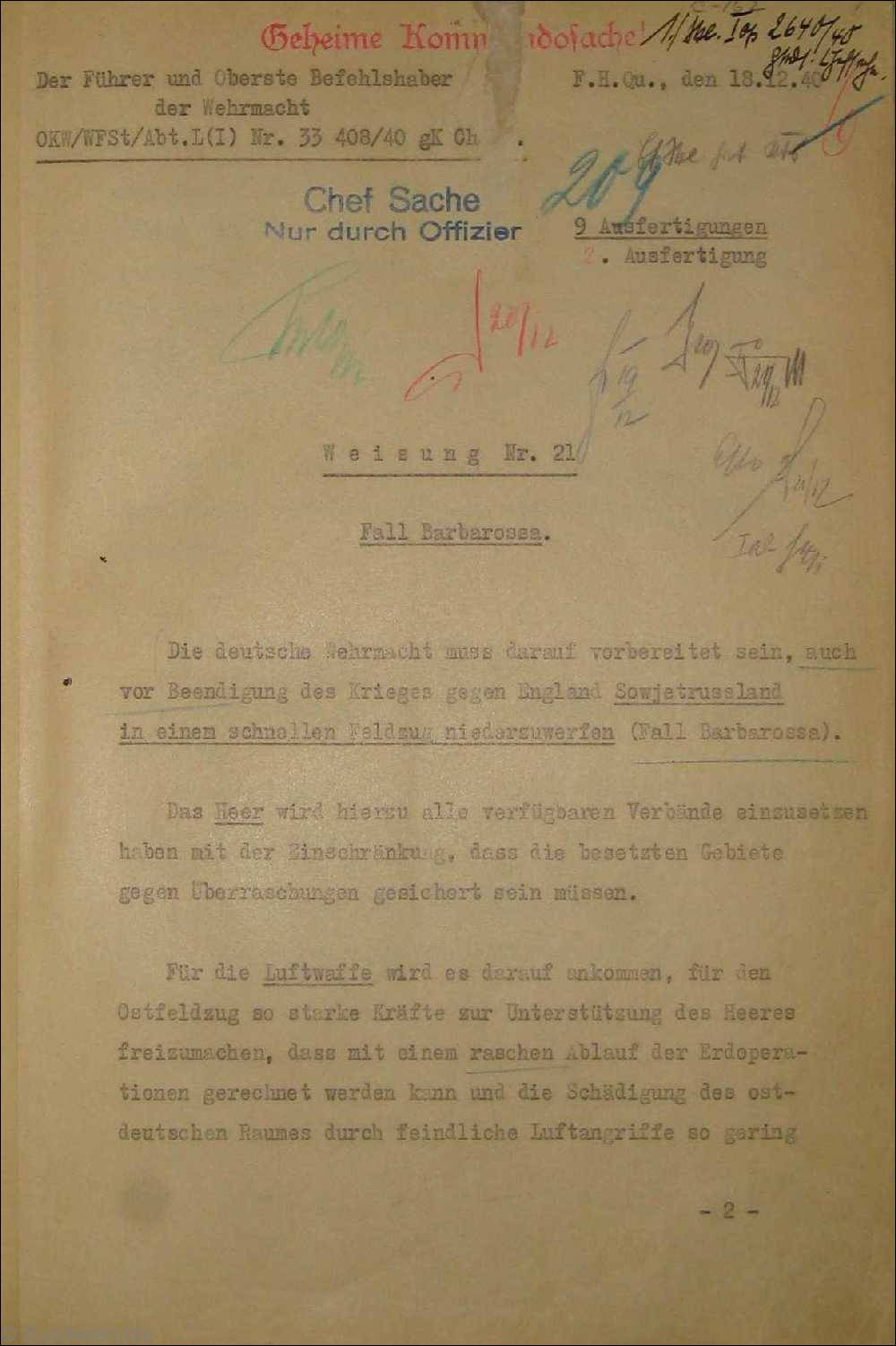
التوجيه 21: عملية بارباروسا

شونره، الذي لم يستطع إخفاء غبطته بهذا العرض، أبرق سريعًا إلى برلين قائلًا «في ظل الظرف الحالي للمفاوضات هنا، يجب أن يُعرض تصريح مولوتوف على أنه مؤشر مفاجئ للنية الحسنة من جانب الحكومة السوفيتية. اقتراح مولوتوف بخصوص التعويضات عن الممتلكات في دول البلطيق يتخطى على نحو ملحوظ توقعاتنا.»
مع ذلك، رأى هتلر الطموحات السوفيتية في أراضي البلقان تحديًا للمصالح الألمانية ورأى خطتها لجعل بلغاريا طرفًا ثانويًا في تحالف دول المحور. في مناسبات عدة، سأل مولوتوف المسؤولين الألمان عن ردهم على مقترحاته، لكن ألمانيا لم ترد عليه أبدًا. لرفض ألمانيا الرد على المقترحات السوفيتية ساءت العلاقات بين الدولتين. وفيما يخص المقترحات السوفيتية، صرح هتلر لكبار قادته العسكريين أن ستالين «يطالب بالمزيد والمزيد»، و«هو مبتز ذو دم بارد» وأن «انتصارًا ألمانيًا أصبح لا يطاق من جانب روسيا» ولذا «يجب جعلها تركع على ركبتيها في أقرب ما يمكن.»
في 5 ديسمبر، تلقى هتلر الخطط العسكرية للغزو المحتمل، ووافق عليها جميعًا، بجدول زمني يبدأ في مايو 1941. وفي 8 ديسمبر، 1940، وقَّع هتلر التوجيه الحربي رقم 21 الموجه للقيادة العليا الألمانية بخصوص عملية عسكرية أصبحت تسمى عملية بارباروسا، وجاء في التوجيه: «الفيرماخت الألماني يجب أن يكون مستعدًًا لسحق روسيا السوفيتية في حملة سريعة.» وحدد يوم 15 مايو، 1941 لبدء الغزو.
وفي حديث لجنرالاته في ديسمبر، أشار ستالين إلى ما ذكر هتلر عن الهجوم على الاتحاد السوفيتي في كتابه كفاحي، مصرحًا بأن عليهم أن يكونوا مستعدين دائمًا لرد هجوم ألماني، ومصرحًا أيضًا بأن هتلر اعتقد أن الجيش الأحمر سيحتاج أربع سنوات للاستعداد و«يجب أن نكون مستعدين قبل ذلك بكثير» و«سنحاول تأخير الحرب لعامين آخرين.»
في 17 يناير، 1941، وبعد سبعة أيام على توقيع اتفاقية الحدود والتجارة السوفيتية-الألمانية، سأل مولوتوف المسؤولين الألمان عما إذا كان بالإمكان العمل على اتفاقية لانضمام الاتحاد السوفيتي إلى تحالف المحور. وعبر مولوتوف عن دهشته من غياب رد ألماني على المقترحات السوفيتية التي قُدمت في 25 نوفمبر. ولم يتلق الجانب السوفيتي أي رد. في 1 مارس، 1941، انضمت بلغاريا إلى المحور، وهو ما أثار ستالين إلى حد أبعد إذ كان ذلك في ظل تجاهل ألمانيا المستمر للرد على مقترح ستالين لدخول المحور المقدم في 25 نوفمبر، 1940.
بعد ثلاث سنوات، أُعدم فريدريك فرنر فون شولنبرج لكونه أحد أطراف مؤامرة اغتيال هتلر في 20 يوليو، 1944.

## مزيفو التاريخ
في عام 1948، وبعد شهر واحد من قيام الولايات المتحدة بإتاحة وثائق حكومية تعود لوزارة الخارجية الألمانية النازية، واصفة المفاوضات بين الجانبين السوفيتي والألماني، أصدر مكتب الاستعلامات الخارجية السوفيتي ردًّا في كتاب بعنوان «مزيفو التاريخ». قام ستالين شخصيًا بتحرير وشطب وإعادة كتابة أقسام كاملة بمسودات يدوية لكتاب مزيفو التاريخ قبل نشره في فبراير 1948.
في كتاب مزيفو التاريخ، قال ستالين إنه كان فقط يتجسس ألمانيا في مفاوضات الانضمام إلى المحور وأنه رفض على نحو قاطع عرض هتلر في تقسيم العالم. وبقت هذه الرواية، دون استثناء، في كل الدراسات التاريخية، والتوثيقات الرسمية والمذكرات والكتب الدراسية المنشورة في الاتحاد السوفيتي حتى 1990.

## هوامش
1. ↑  Shirer 1990، صفحات 515–540
2. ↑  name="shirer668">Shirer 1990، صفحة 668
3. ↑  Ericson 1999، صفحة 57
4. ↑  Text of the Nazi-Soviet Non-Aggression Pact, executed August 23, 1939 نسخة محفوظة 14 نوفمبر 2014 على موقع واي باك مشين.
5. ↑  Roberts 2006، صفحة 30
6. 1 2  Fest 2002، صفحات 589–90
7. ↑  Vehviläinen, Olli, Finland in the Second World War: Between Germany and Russia, Macmillan, 2002, ISBN 0-333-80149-0, page 30
8. ↑  Bertriko, Jean-Jacques Subrenat, A. and David Cousins, Estonia: Identity and Independence, Rodopi, 2004, ISBN 90-420-0890-3 page 131
9. 1 2 3  Nekrich, Ulam & Freeze 1997، صفحة 115
10. 1 2 3  Shirer 1990، صفحة 539
11. 1 2 3 4  Shirer 1990، صفحة 540
12. ↑  Roberts 2006، صفحة 82
13. 1 2  Cohen, Yohanon, Small Nations in Times of Crisis and Confrontation, SUNY Press, 1989, ISBN 0-7914-0018-2, page 110
14. ↑  Roberts 2006، صفحة 43
15. ↑  Nerkich, Ulam & Freeze 1997، صفحة 130
16. 1 2  Nerkich, Ulam & Freeze 1997، صفحة 131
17. ↑  Nekrich, Ulam & Freeze 1997، صفحات 128–129
18. 1 2 3  Wettig, Gerhard, Stalin and the Cold War in Europe, Rowman & Littlefield, Landham, Md, 2008, ISBN 0-7425-5542-9, page 20-21
19. 1 2 3 4  Ericson 1999، صفحات 63–4
20. ↑  Ericson 1999، صفحة 66
21. 1 2  Shirer 1990، صفحة 668
22. ↑  Philbin III 1994، صفحات 130–142
23. 1 2  Kennedy-Pipe, Caroline, Stalin's Cold War, New York : Manchester University Press, 1995, ISBN 0-7190-4201-1
24. ↑  Senn, Alfred Erich, Lithuania 1940 : revolution from above, Amsterdam, New York, Rodopi, 2007 ISBN 978-90-420-2225-6
25. ↑  Simon Sebag Montefiore. Stalin: The Court of the Red Tsar. ص. 334.
26. 1 2  Roberts 2006، صفحة 55
27. 1 2  Nekrich, Ulam & Freeze 1997، صفحة 181
28. 1 2 3  Philbin III 1994، صفحة 71
29. 1 2  Shirer 1990، صفحة 665
30. ↑  Philbin III 1994، صفحة 129
31. 1 2 3  Ericson 1999، صفحة 134
32. 1 2 3 4  Shirer 1990، صفحة 794
33. 1 2 3 4  Ericson 1999، صفحات 127–8
34. ↑  Hehn 2005، صفحة 212
35. ↑  Ericson 1999، صفحات 129–130
36. ↑  Ericson 1999، صفحة 138
37. ↑  Philbin III 1994، صفحة 48 & 59
38. ↑  Philbin III 1994، صفحة 60
39. ↑  Shirer 1990، صفحة 720
40. 1 2 3  Nekrich, Ulam & Freeze 1997، صفحة 196
41. ↑  Shirer 1990، صفحة 721
42. 1 2 3 4  Nekrich, Ulam & Freeze 1997، صفحة 197
43. 1 2  Nekrich, Ulam & Freeze 1997، صفحة 192
44. 1 2 3 4 5 6 7 8  Gorodetsky 2001، صفحات 69–70
45. ↑  Gorodetsky 2001، صفحة 67
46. 1 2  Gorodetsky 2001، صفحة 68
47. 1 2  Shirer 1990، صفحة 722
48. ↑  Philbin III 1994، صفحات 49–50
49. 1 2 3 4  Gorodetsky 2001، صفحة 71
50. ↑  Gorodetsky 2001، صفحة 72
51. ↑  Roberts 2006، صفحة 58
52. ↑  Ericson 1999، صفحة 143
53. ↑  Ericson 1999، صفحة 144
54. 1 2  Berthon & Potts 2007، صفحة 44
55. 1 2 3 4 5  Gorodetsky 2001، صفحة 74
56. ↑  Brackman 2001، صفحة 341
57. 1 2  Murray & Millett 2001، صفحة 111
58. 1 2 3  Berthon & Potts 2007، صفحة 45
59. 1 2 3 4 5 6 7 8 9  Shirer 1990، صفحة 723
60. ↑  Gorodetsky 2001، صفحة 73
61. ↑  Nekrich, Ulam & Freeze 1997، صفحة 198
62. 1 2 3 4 5  Brackman 2001، صفحة 342
63. 1 2 3 4  Nekrich, Ulam & Freeze 1997، صفحة 199
64. ↑  Weinberg 1995، صفحة 200
65. 1 2 3 4 5 6 7 8 9 10 11  Nekrich, Ulam & Freeze 1997، صفحة 201
66. 1 2 3  Shirer 1990، صفحة 724
67. 1 2 3 4 5 6  Nekrich, Ulam & Freeze 1997، صفحة 200
68. 1 2  Berthon & Potts 2007، صفحة 47
69. 1 2  Shirer 1990، صفحة 725
70. 1 2 3 4 5  Shirer 1990، صفحات 726–7
71. ↑  Weeks, Albert L., Stalin's Other War: Soviet Grand Strategy, 1939-1941, Rowman & Littlefield, 2003, ISBN 0-7425-2192-3, page 74-5
72. 1 2 3  Overy 2004، صفحة 489
73. 1 2 3 4 5 6 7 8  Nekrich, Ulam & Freeze 1997، صفحة 202
74. 1 2 3  Gorodetsky 2001، صفحات 75–6
75. ↑  Roberts 2006، صفحة 59
76. 1 2 3 4  Gorodetsky 2001، صفحة 77
77. 1 2 3 4  Gorodetsky 2001، صفحات 80–1
78. 1 2  Lukacks 2006، صفحة 65
79. 1 2  Weinberg 1995، صفحة 201
80. 1 2 3 4  Nekrich, Ulam & Freeze 1997، صفحة 203
81. 1 2  Nekrich, Ulam & Freeze 1997، صفحة 204
82. ↑  Donaldson, Robert H. and Joseph L. Nogee, The Foreign Policy of Russia: Changing Systems, Enduring Interests, M.E. Sharpe, 2005, ISBN 0-7656-1568-1, pages 65-66
83. ↑  ونستون تشرشل، The Second World War  [لغات أخرى]‏, Houghton Mifflin Harcourt, 1953, ISBN 0-395-41056-8, pages 520-21
84. ↑  Ericson 1999، صفحة 146
85. 1 2  Brackman 2001، صفحة 344
86. 1 2 3  Weinberg 1995، صفحة 202
87. ↑  Nekrich, Ulam & Freeze 1997، صفحة 208
88. ↑  Shirer 1990، صفحة 1392
89. ↑  Henig 2005، صفحة 67
90. ↑  Roberts 2002، صفحة 96
91. ↑  Roberts 2002، صفحة 98